# VFA-87
 (septembre 2024).
87ème Escadron de chasseurs d'attaque
Le Strike Fighter Squadron EIGHT SEVEN (STRKFITRON 87 ou VFA-87), est un escadron de chasseurs d'attaque de l'US Navy stationné à la Naval Air Station Oceana, en Virginie, aux États-Unis. L'escadron a été créé en 1967 et est surnommé "Golden Warriors" .
Le VFA-87 est équipé du F/A-18E/F Super Hornet ; leur indicatif radio est War Party et leur code de queue est AJ. Il est actuellement affecté au Carrier Air Wing Eight sur l'USS Gerald R. Ford (CVN-78) sous le commandement du Strike Fighter Wing Atlantic (Naval Air Force Atlantic).

## Historique

### Années 1960

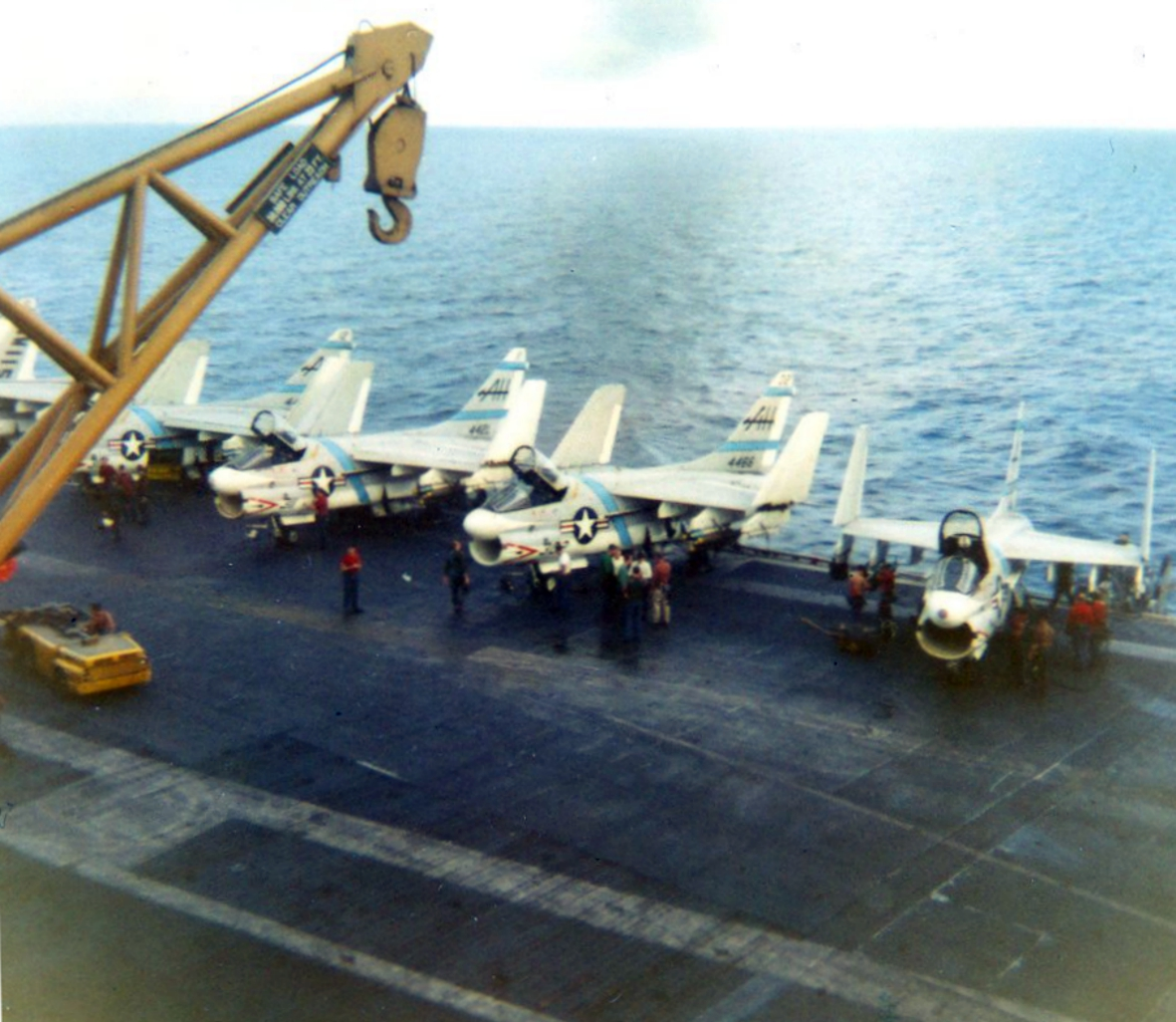
Corsair de VA-87 sur l'USS Ticonderoga en 1969

En juin 1968, l'escadron a été créé sous le nom de Attack Squadron 87 (VA-87), un escadron de chasseur d'attaque et de la flotte à piloter le LTV A-7 Corsair II, au Naval Air Station Cecil Field (en), en Floride.
En 1969, l'escadron a effectué ses premières missions de combat au sein du Carrier Air Wing Sixteen (CVW-16) depuis l'USS Ticonderoga (CV-14), frappant des cibles au Sud-Vietnam. En avril 1969, à la suite de l'abattage d'un avion EC-121 Constellation de l'US Navy par les Nord-Coréens, le Carrier strike group  reçut l'ordre de se rendre en mer du Japon.

### Années 1970
Dans les années 1970, le VA-87 a effectué 7 déploiements avec le Carrier Air Wing Six (CVW-6) à bord de trois porte-avions différents, essentiellement en mer Méditerranée : l'USS Franklin D. Roosevelt (1971 à 1975), l'USS America (CV-66) (1976 à  1978) et l'USS Independence (CV-62) (1979 à 1980).
En 1973, l'escadron a protégé les intérêts américains pendant la guerre du Yom Kippour. Passant à l'A-7E Corsair II amélioré, l'escadron est retourné en octobre 1976 au Moyen-Orient après l'assassinat de l'ambassadeur américain au Liban Francis E. Meloy Jr. (en), aidant à l'évacuation des citoyens américains.

### Années 1980

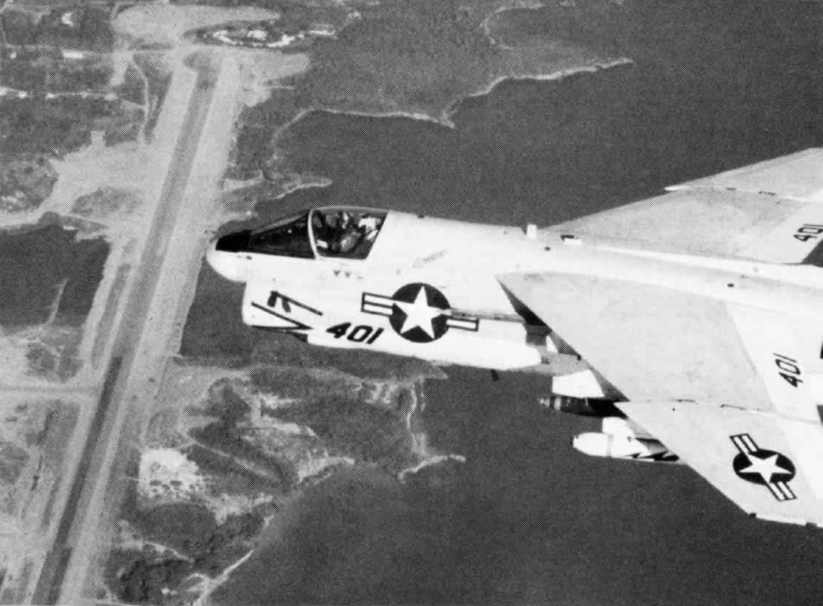
A-7E Corsair II du VA-87 au-dessus de la Grenade, en 1983

Au cours de cette décennie le VA-87 s'est déployé quatre fois au sein du CVW-6 à bord de l'USS Independence (CV-62) (1980 à 1985) en mer Méditerranée et dans l'océan Indien.
Pendant la crise des otages américains en Iran et les différends israélo-syriens de 1981, le VA-87 s'est déployé dans la région pendant 195 jours. Un an plus tard, l'escadron est revenu, soutenant les opérations de maintien de la paix américaines au Liban.
En octobre 1983, l'escadron a participé à l'Opération Urgent Fury à la Grenade. Au cours du même déploiement, il a participé à des frappes contre la Syrie en réponse à des tirs hostiles contre des avions de reconnaissance américains depuis des positions syriennes au Liban.
Le 24 octobre 1986, l'escadron est passé au F/A-18A Hornet et a été renommé Strike Fighter Squadron 87 (VFA-87). Le VFA-87 a effectué deux premiers déploiements, au sein du CVW-8 à bord de l'USS Theodore Roosevelt (CVN-71) en Atlantique du Nord (1988 et 1989).

### Années 1990

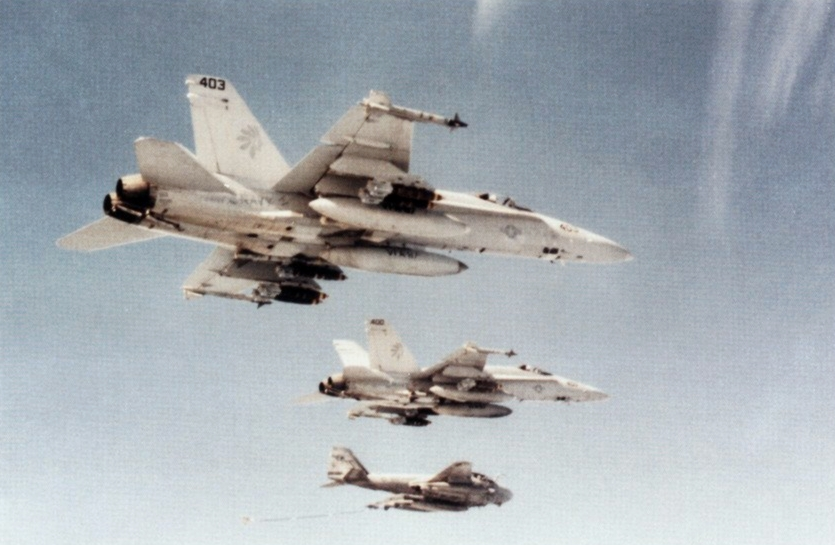
F/A-18A Hornet du VFA-87 lors d'un raid sur l'Irak, en 1991

Le 28 décembre 1990, à la suite de l'invasion irakienne du Koweït, le VFA-87 s'est déployé à bord de l'USS Theodore Roosevelt (CVN-71) pour l'Opération Desert Storm, effectuant 629 sorties en 43 jours de combats intenses.
L'escadron, équipé du nouveau F/A-18C, s'est déployé dans la mer Adriatique et la mer Rouge (de mars à septembre 1993), effectuant des centaines de missions à l'appui de l'Opération Deny Flight des Nations unies sur la Bosnie-Herzégovine, de l'Opération Provide Comfort (aide humanitaire aux réfugiés kurdes) et de l'Opération Southern Watch, à bord de l'USS Theodore Roosevelt. Embarqué une dernière fois sur l'USS Theodore Roosevelt, le VFA-87 est retourné en mars 1995 en Asie du Sud-Ouest pendant un mois pour participer à l'Opération Southern Watch.
Après un transit précipité vers l'Adriatique, l'escadron a passé quatre mois à effectuer des sorties de combat au-dessus de l'ex-Yougoslavie de plus en plus assiégée. Le 30 août 1995, l'escadron a été le premier à frapper des cibles serbes de Bosnie au début de la campagne de l'Opération Deliberate Force.
En octobre 1997, le VFA-87 rentre à la Naval Air Station Cecil Field pour la dernière fois et déménage à la Naval Air Station Oceana. En route vers le golfe Persique en avril 1999 sur l'USS Theodore Roosevelt, une crise éclatant dans l'ancienne république yougoslave du Kosovo, le VFA-87 participe à grande campagne de bombardements aériens  effectuant 595 missions de combat au cours de l'opération ALLIED FORCE, contribuant à une victoire de l'OTAN et expulsant les oppresseurs serbes de la province déchirée par la guerre du Kosovo. En juillet, le VFA-87 est retourné dans le golfe Persique et a effectué 176 missions de combat à l'appui de l'Opération Force alliée.

### Années 2000

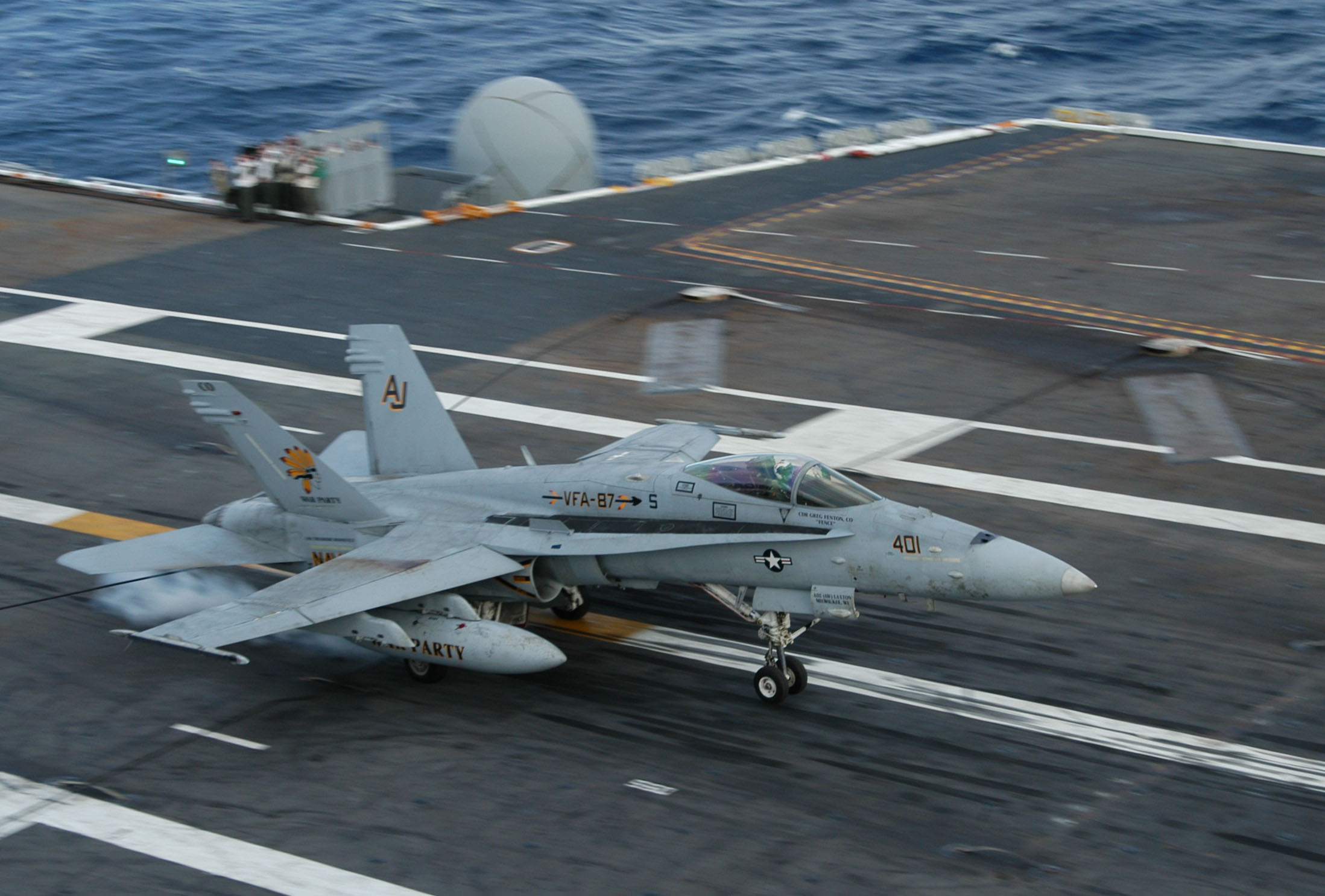
Hornet du VFA-87 sur USS Theodore Roosevelt en 2005

En avril 2001, le VFA-87 s'est déployé dans le golfe Persique, imposant la zone d'exclusion aérienne au-dessus du sud de l'Irak à bord de l'USS Enterprise (CVN-65) jusqu'aux Attentats du 11 septembre 2001. L'escadron a ensuite été maintenu en poste avec l'ensemble du groupement tactique Enterprise, pour mener des missions de combat de première frappe au-dessus de l'Afghanistan contre des cibles talibanes intégrées. Le VFA-87 est revenu au NAS Oceana en novembre 2001.
Durant la suite de cette décennie, le CVW-8' embarqué sur l'USS Theodore Roosevelt (CVN-71), effectuera trois déploiements en mer Méditerranée. En 2003, le VFA-87 a mené des opérations de combat au-dessus de l'Irak, lançant l'Opération Iraqi Freedom. En 2008, il participe à l'appui de l'Opération Enduring Freedom et est rentré au NAS Oceana le 18 avril 2009.

### Années 2010

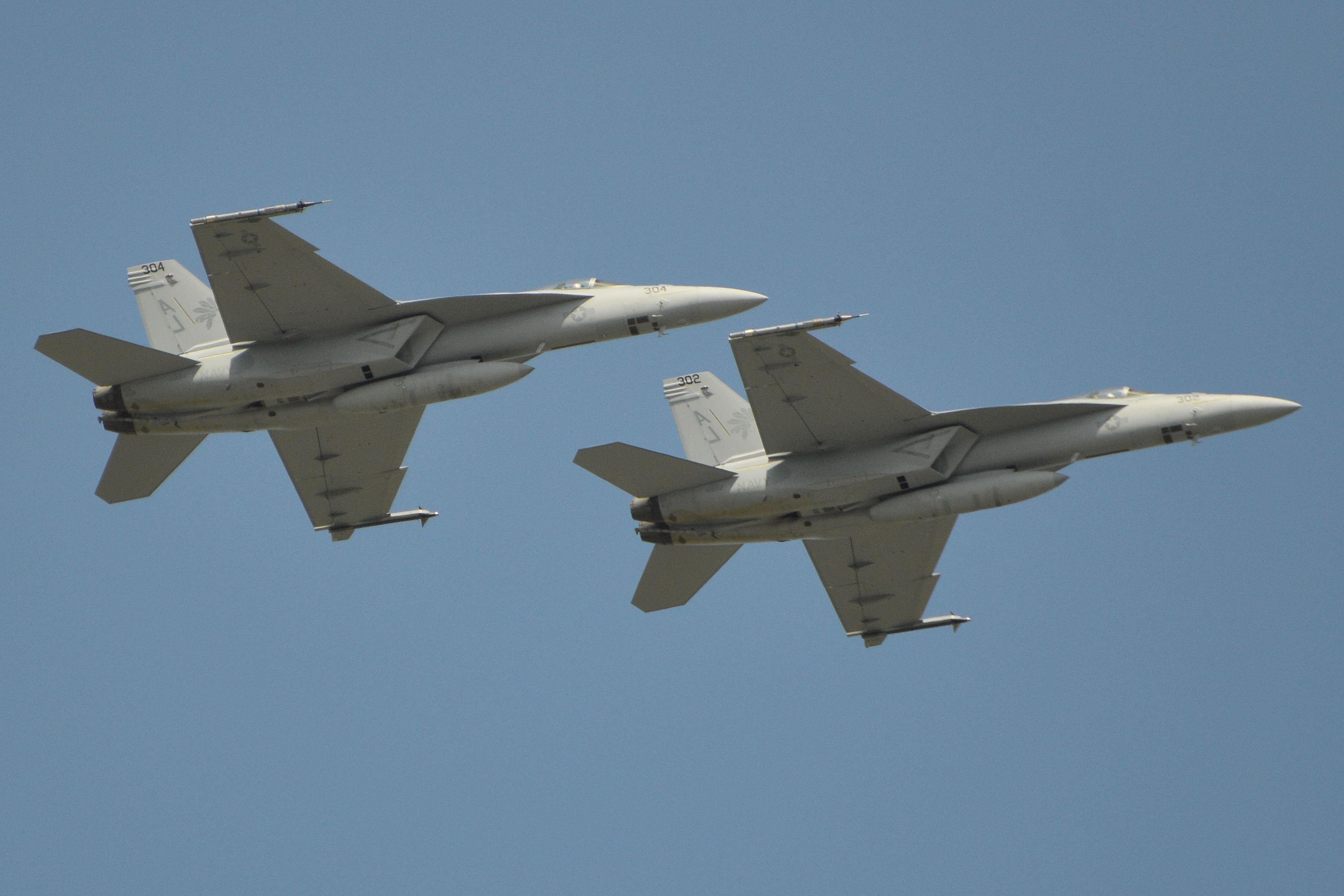
Deux Super Hornet de VFA-87 en 2015

Le VFA-87 a participé à trois embarquements avec le CVW-8 sur l'USS George H. W. Bush (CVN-77) en mer Méditerranée, mer d'Arabie et Golfe Persique
En 2011, le VFA-87 a effectué des missions de combat à l'appui des opérations Enduring Freedom et New Dawn survolant respectivement l'Afghanistan et l'Irak pour soutenir les troupes de combat sur le terrain. En 2014, à la suite de son second déploiement, l'escadron s'est converti au F/A-18E Super Hornet.
En 2017, le VFA-87 participe à l'Opération Inherent Resolve au cours du troisième déploiement. Le capitaine de corvette Michael Tremel aux commandes dun Super Hornet du VFA-87 a abattu un Soukhoî Su-22 syrien après plusieurs violations des Règles d'engagement le 18 juin 2017 (Ja'Din shootdown incident (en)). Le Su-22 avait bombardé des forces soutenues par les États-Unis combattant l'État islamique,.

### Années 2020

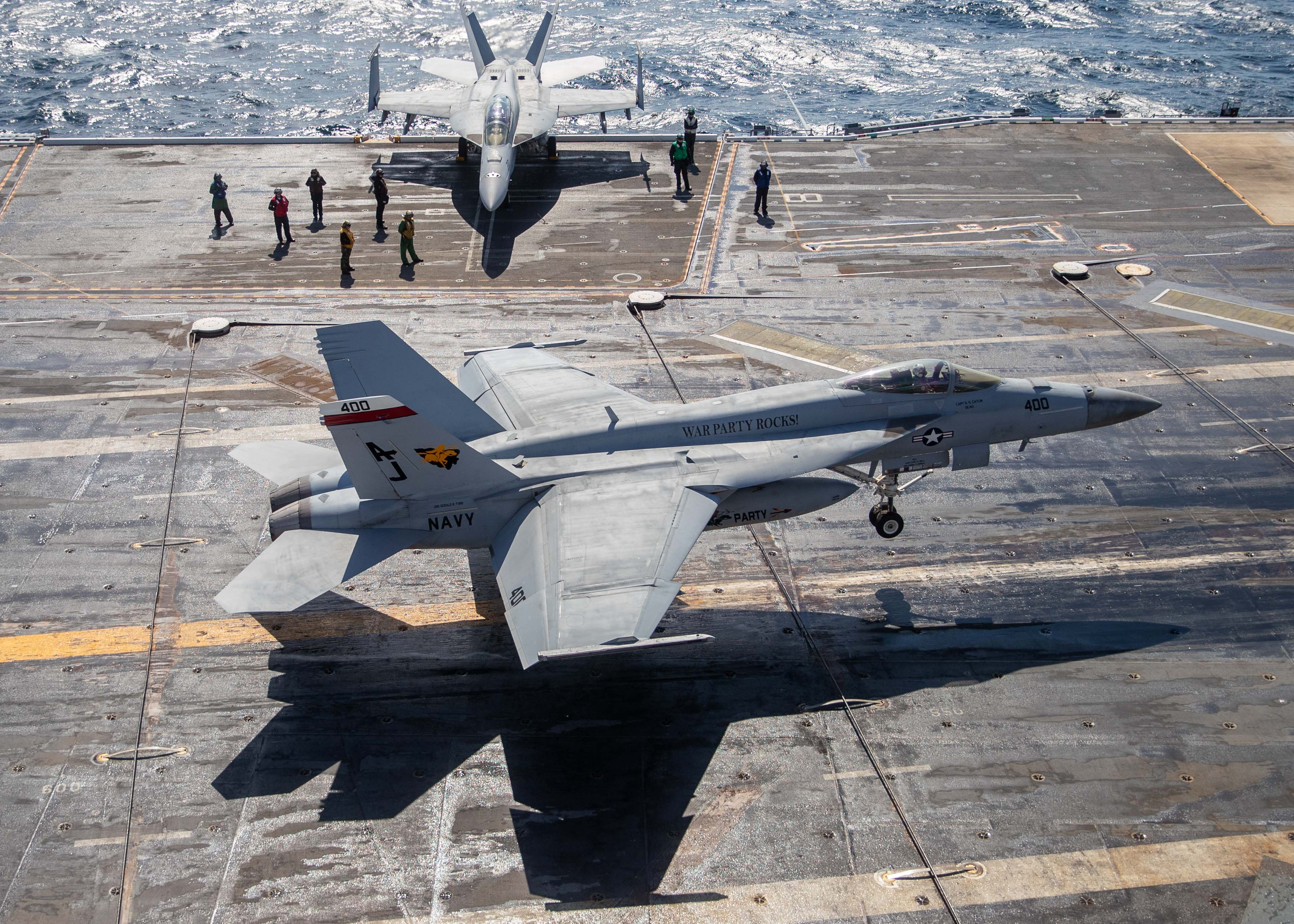
F/A-18E Super Hornet du VFA-87 sur l'USS Gerard R. Ford en mars 2022

Après avoir été affecté au CVW-8 depuis 1988, le VFA-87 a été réaffecté au Carrier Air Wing Eleven (CVW-11) en 2020. L'escadron a effectué deux déploiements à bord de l'USS Theodore Roosevelt (CVN-71) dans le Pacifique occidental de janvier à juillet 2020 et de décembre à mai 2021.
À la suite de ces déploiements, l'escadron retourna au CVW-8 qui est affecté à l'USS Gerald R. Ford (CVN-78).